# Droga wojewódzka nr 355
Droga wojewódzka nr 355 (DW355) – droga wojewódzka w województwie dolnośląskim, powiecie zgorzeleckim łącząca DW352 w Koźminie z Zawidowem i Czechami, biegnie z północy na południe.

## Miejscowości leżące przy trasie DW355
- Koźmin (DW355)
- Zawidów